# 多裂狸藻
多裂狸藻（學名：Utricularia multifida）为狸藻屬陆生食虫植物。其种加词“multifida”来源于拉丁文“multi-”和“fidum”，意为“多”和“点”。其为西澳的特有种。

## 外部連結
- 食虫植物照片搜寻引擎中多裂狸藻的照片 （页面存档备份，存于）

 维基共享资源上的相關多媒體資源：多裂狸藻
 維基物種上的相關：多裂狸藻